# Divje jezero
A Divje jezero (magyarul Vad tó) tó Szlovéniában, Idrija település közelében, az ország nyugati részén található. A tó úgynevezett szifon-tó, egy több, mint 160 méteres mélységben eredő karsztforrás táplálja. A tó a forrása a Jezernica-pataknak, amely mindössze 55 méter hosszú, mivel ezután beletorkollik az Idrijca-folyóba. Ez Szlovénia legrövidebb patakja. A tavat tápláló karsztforrás vízhozama 60 köbméter másodpercenként. Ugyanakkor, ha a vízszint alacsonyabb a kőzetrétegekben, akkor előfordulhat, hogy a tónak nincs lefolyása száraz időszakokban. 1967-ben természetvédelmi területté nyilvánították a tavat és környékét. A tó 340 méteres tengerszint feletti magasságban található.

## Fordítás
- Ez a szócikk részben vagy egészben  a   Wild Lake című angol Wikipédia-szócikk ezen változatának fordításán alapul.  Az eredeti cikk szerkesztőit annak laptörténete sorolja fel. Ez a jelzés csupán a megfogalmazás eredetét és a szerzői jogokat jelzi, nem szolgál a cikkben szereplő információk forrásmegjelöléseként.